# Sóc chuột Merriam
Neotamias merriami là một loài động vật có vú trong họ Sóc, bộ Gặm nhấm. Loài này được J. A. Allen mô tả năm 1889.